# Danske OL-deltagere i atletik
| 1896 Athen - Eugen Stahl Schmidt – Københavns Roklub - 100 meter - Holger Nielsen – Københavns Fodsports Forening - Diskuskast - Viggo Jensen – Handelsstandens Athletklub - Kuglestød - Diskoskast 1900 Paris - Johannes Gandil – Boldklubben af 1893 - 100 meter - Ernst Schultz – Københavns Fodsports Forening - 400 meter Bronze - Christian Christensen – Københavns Fodsports Forening - 800 meter - 1500 meter - Charles Winckler – Handelsstandens Athletklub - Kuglestød - Diskuskast - Tovtrækning Guld - Eugen Stahl Schmidt – Københavns Fodsports Forening - Tovtrækning Guld - Edgar Aabye – Gymnastik- og Svømmeforeningen Hermes - Tovtrækning Guld 1906 Athen - Otto Bock – Odense Gymnastik Forening - 100 meter - Aage Petersen – Freja Odense - 100 meter - 400 meter - Højdespring - Længdespring - Længdespring uden tilløb - Valdemar Lorentzen – AIK 95 - Maraton - Niels Bernhard Løw – Ordrup latin- og Realskole - Højdespring - Længdespring - Trespring - Længdespring uden tilløb 1908 London - Axel Johannes Petersen – Freja København - 100 meter - Kjeld Nielsen – Ben Hur - 1500 meter - 5 mile - Julius Jørgensen – AIK 95 - 5 mile - Maraton - Rudy Hansen – AIK 95 - Maraton - Svend Langkjær – Københavns Fodsports Forening - Højdespring uden tilløb - Længdespring uden tilløb - Harald Agger – Københavns Fodsports Forening - Hammerkast - Arne Højme Nielsen – Københavns Fodsports Forening - 3500 meter kapgang - 10 mile kapgang - Charles Westergaard – Silkeborg Idrættsforening Fremad - 3500 meter kapgang - 10 mile kapgang 1912 Stockholm - Fritz Bøchen Vikke – Idrætsforeningen Urania - Stangspring - Svend Langkjær – Københavns Fodsports Forening - Tikamp - Johannes Granholm Christensen – Københavns Fodsports Forening - Marathon - Olaf Lodal – Københavns Fodsports Forening - Marathon - Lauritz Christiansen – Københavns Fodsports Forening - Terrænløb individuelt og holdkonkurancen - Viggo Pedersen – Københavns Fodsports Forening - Terrænløb individuelt og holdkonkurancen - Steen Rasmussen – Københavns Fodsports Forening - Terrænløb individuelt og holdkonkurancen - Gerhard Topp – Start København - Terrænløb individuelt og holdkonkurancen - Holger Baden – Ben Hur - Terrænløb individuelt og holdkonkurancen - Fritz Danild – Ben Hur - Terrænløb individuelt og holdkonkurancen - Karl Julius Jensen – AIK 95 - Terrænløb individuelt og holdkonkurancen - Aage Remfeldt Rasmussen – Københavns Fodsports Forening - 10 km kapgang - Vilhelm Gylche – Københavns Fodsports Forening - 10 km kapgang - Niels Pedersen – AIK 95 - 10 km kapgang - Jón Halldórsson – Island - 100 meter 1920 Antwerpen - August Sørensen – Københavns Idræts Forening - 100 meter - 200 meter - 4 x 100 meter - Marinus Sørensen – Københavns Idræts Forening - 100 meter - 4 x 100 meter - Fritiof Normann Andersen – AIK 95 - 100 meter - 4 x 100 meter - Jón Jónsson Kaldal – AIK 95 / Island - 5000 meter - Terrænløb individuelt og holdkonkurancen - Artur Nielsen – AIK 95 - 5000 meter - Terrænløb individuelt og holdkonkurancen - Albert Andersen Idrætsforening Sparta - 10.000 meter - Terrænløb individuelt og holdkonkurancen - Julius Ebert – AIK 95 - 10.000 meter - Terrænløb individuelt og holdkonkurancen - Henrik Sørensen – Ringsted IF - Terrænløb individuelt og holdkonkurancen - Sofus Rose – Idrætsforening Sparta - Mataton - Rudolf Hansen – AIK 95 - Mataton - Aksel Jensen – Odense Gymnastik Forening - Mataton - Henri Thorsen – Idrætsforening Sparta - 110 meter hæk - 4 x 100 meter - Henry Petersen – Københavns Idræts Forening - Stangspring Sølv - Laurits Jørgensen – AIK 95 - Stangspring - Oluf Kinch Petersen – Københavns Idræts Forening - Kuglestød - Spydkast - Valther Jensen – Københavns Idræts Forening - Diskoskast - Niels Petersen – Københavns Idræts Forening - 3000 meter kapgang - 10 km kapgang - Gunnar Rasmussen – Idrætsforening Sparta - 3000 meter kapgang - 10 km kapgang 1924 Paris - Mogens Truelsen Akademisk Idrætsforening - 100 meter - 200 meter - 4 x 100 meter - Poul Schiang – Akademisk Idrætsforening - 100 meter - 4 x 100 meter - Kai Jensen – Københavns Idræts Forening - 400 meter - 800 meter - 4 x 100 meter - Albert Larsen – Københavns Idræts Forening - 800 meter - 1500 meter - Aksel Jensen – Odense Gymnastik Forening - Mataton - Henri Thorsen – Idrætsforening Sparta - 110 meter hæk - 400 meter hæk - 4 x 100 meter - Louis Lundgreen – Københavns Idræts Forening - 110 meter hæk - 400 meter hæk - Henry Petersen – Københavns Idræts Forening - Stangspring - Karl Jensen – Ben Hur - Diskuskast - Hammerkast | 1928 Amsterdam - Leo Jørgensen – Idrætsforening Sparta - 100 meter - Albert Larsen – Københavns Idræts Forening - 800 meter - 1500 meter - Carl Axel Holger Petersen – AIK 95 - 5000 meter - Gottlieb Bach – Idrætsforening Sparta - maraton - Aksel Madsen – AIK Aalborg - maraton - Orla Olsen – Idrætsforening Sparta - maraton - Louis Lundgreen – Københavns Idræts Forening - 400 meter - 110 meter hæk - 400 meter hæk - Herman Larsen – Københavns Idræts Forening - 400 meter hæk - Aksel Nikolajsen – Københavns Idræts Forening - Stangspring - Hermann Brügmann – Viborg FF - Længdespring - Trespring 1932 Los Angeles - Christian Markersen – Idrætsforening Sparta - 1500 meter - Anders Hartington Andersen – Altoma Calgary, Canada/Hellas Roskilde - Maraton 1936 Berlin - Gunnar Christensen – AIK 95 - 200 meter - 400 meter - Børge Larsen – Idrætsforening Sparta - 1500 meter - Harry Siefert – Idrætsforening Sparta - 5000 meter - 10.000 meter - Henry Nielsen Velo Aalborg - 5000 meter - Anders Hartington Andersen – Altoma Calgary, Canada/Hellas Roskilde - Maraton - Svend Aage Thomsen Aarhus Fremad - 110 meter hæk - Højdespring - Poul Otto – Ben Hur - Højdespring - Willy Rasmussen – Københavns Idræts Forening - Længdespring - Ernst Larsen – AIK 95 - Stangspring - Ejner Bech – Kolding Idrætsforening - 50km kapgang - Sveinn Ingvarsson – Island - 100 meter - Sigurður Sigurðsson – Island - Højdespring - Trespring - Kristján Vattnes Jónsson – Island - Spydkast - Karl Vilmundarsson – Island - Tikamp 1948 London - Niels Holst-Sørensen – Københavns Idræts Forening - 800 meter - Herluf Christensen – AGF - 800 meter - Erik Jørgensen – Helsingør Idrætsforening - 1500 meter - Ingvard Nielsen – Odense Gymnastik Forening - 1500 meter - Aage Poulsen – Helsingør Idrætsforening - 5000 meter - Alf Olesen – Københavns Idræts Forening - 3000 meter forhindring - Henning Larsen – Helsingør Idrætsforening - Maraton - Preben Larsen – Aalborg FF - Trespring - Svend Aage Frederiksen – Nyborg Gymnastik- og Idrætsforening - Hammerkast - Poul Cederquist – Politiets Idrætsforening - Hammerkast - Grethe Lovsø Nielsen – Klampenborg IK - 100 meter - 4 x 100 meter - Bente Bergendorff – Klampenborg IK - 100 meter - 4 x 100 meter - Birthe Nielsen – Københavns Idræts Forening - 100 meter - 4 x 100 meter - Hildegard Nissen – Københavns Idræts Forening - 4 x 100 meter - Anne Iversen – Klampenborg IK - Højdespring - Lily Carlstedt – AIK 95 - Spydkast Bronze 1952 Helsingfors - Gunnar Nielsen - 800 meter - Ib Planck – Frederiksberg IF - 5000 meter - Thyge Thøgersen – Gullfoss - 10.000 meter - Erik Simonsen – Aalborg FF - Maraton - Olaf Sørensen – Skovbakken - Maraton - Preben Larsen – Københavns Idræts Forening - Trespring - Jørgen Munk Plum – Københavns Idræts Forening - Diskoskast - Poul Cederquist – Politiets Idrætsforening - Hammerkast - Ragnvald Thunestvedt – Rødovre og Omegns Gymnastikforening - 10km kapgang - Harry Kristensen – Freja Odense - 50km kapgang - Lily Kelsby – AIK 95 - Spydkast 1956 Melbourne - Gunnar Nielsen – Københavns Idræts Forening - 800 meter - 1500 meter - Thyge Thøgersen – Gullfoss - 5000 meter - 10.000 meter 1960 Rom - Thyge Thøgersen – Gullfoss - Maraton - Johannes Lauridsen – AIK Vejgaard - Maraton - Bjørn Andersen – IF Sparta - Stangspring - Leo Rosschou – Københavns Idræts Forening - 20 km kapgang - Tommy Kristensen – Sdr. Omme Idrætsforening - 20 km kapgang - Vivi Markussen – IFK Aalborg - 100 meter - Mette Oxvang – Amager Idræts Forening - Højdespring - Karen Inge Halkier – Skovbakken - Diskuskast - Lise Koch – Skovbakken - Spydkast 1964 Tokyo - Jørgen "Aske" Dam – Viborg Atletikforening - 5000 meter - Tommy Kristensen – Sdr. Omme Idrætsforening - 20 km kapgang - Jette Andersen – Skovbakken - 800 meter - Nina Hansen – Frederiksberg IF - Længdespring - Femkamp 1968 Mexico City - Gerd Larsen – Haderslev Idrætsforening - 800 meter - Tom Birger Hansen – Skovbakken - 1500 meter - Georg Olsen – Københavns Idræts Forening - maraton - Steen Smidt-Jensen – Ben Hur - Tikamp - Annelise Damm Olesen – Hvidovre Idrætsforening - 800 meter - Nina Hansen – Frederiksberg IF - Længdespring - Femkamp | 1972 München - Gerd Larsen – Haderslev Idrætsforening - 1500 meter - Tom Birger Hansen – Skovbakken - 1500 meter - Gert Kærlin – Københavns Idræts Forening - 5000 meter - Jørn Lauenborg – Freja Odense - 5000 meter - Jørgen Jensen (atlet) – AGF - Maraton - Jesper Tørring – Skovbakken - 110 meter hæk - Længdespring - Wigmar Pedersen – AGF - 3000 meter forhindring - Kaj Andersen – AGF - Diskuskast - Steen Smidt-Jensen – Ben Hur - Tikamp - Ole David Jensen – Ordrup Cyckle Klub - 50km kapgang - Annelise Damm Olesen – Hvidovre Idrætsforening - 800 meter - Grith Ejstrup – Skovbakken - Højdespring - Solveig Langkilde – Helsingør Idrætsforening - Højdespring 1976 Montreal - Ruben Sørensen – Randers Freja - 1500 meter - Jørgen Jensen (atlet) – AGF - Maraton - Jesper Tørring – Skovbakken - Højdespring 1980 Moskva - Jens Smedegaard Hansen – Glostrup IC - 400 meter - Jørn Lauenborg – Freja Odense - Maraton 1984 Los Angeles - Henrik Jørgensen – Herlev Idrætsforening - Maraton - Allan Zachariasen Freja Odense - Maraton - Dorthe Skovshoved Rasmussen – Glostrup IC - Maraton 1988 Seoul - Mogens Guldberg – IF Sparta - 1500 meter - Henrik Jørgensen – Københavns Idræts Forening - Maraton - Erik Sidenius Jensen – Viby IF - 110 meter hæk - Lars Warming – Århus 1900 - Tikamp - Lene Demsitz – IF Sparta - Længdespring 1992 Barcelona - Gitte Karlshøj – Køge G&IF - 3000 meter - Dorthe Skovshoved Rasmussen – Århus 1900 - 10.000 meter - Renata Pytelewska Nielsen – Århus 1900 - Længdespring 1996 Atlanta - Martin Voss – Århus 1900 - Stangspring - Jan Bielecki – Sparta Atletik - Hammerkast - Claus Jørgensen – MK Nørrevang, Randers - 20km kapgang - Nina Christiansen – Sparta Atletik - 5000 meter - Gitte Karlshøj – Køge G&IF - Maraton - Renata Pytelewska Nielsen – Århus 1900 - Længdespring - Jette Ø. Jeppesen – Århus 1900 - Spydkast 2000 Sydney - Wilson Kipketer – Sparta Atletik - 800 meter Sølv - Joachim B. Olsen – Århus 1900 - Kuglestød - Jan Bielecki – Sparta Atletik - Hammerkast - Marie Bagger Rasmussen – Århus 1900 - Stangspring 2004 Athen - Wilson Kipketer – Sparta Atletik - 800 meter Bronze - Piotr Buciarski – Sparta Atletik - Stangspring - Joachim B. Olsen – Århus 1900 - Kuglestød Bronze - Annemette Jensen – Sparta Atletik - Maraton - Christina Scherwin – Sparta Atletik - Spydkast 2008 Beijing - Morten Jensen – FIF Hillerød - Længdespring - Joachim B. Olsen – Århus 1900 - Kuglestød - Christina Scherwin – Sparta Atletik - Spydkast 2012 London Officielt udtaget af Danmarks Olympiske Komité: - Andreas Bube – Bagsværd Atletik Club - 800 meter - Jesper Faurschou – Herning Løbeklub - Maraton - Kim Juhl Christensen – Sparta Atletik - Kuglestød - Sara Slott Petersen – Århus 1900 - 400 meter hæk - Caroline Bonde Holm – Sparta Atletik - Stangspring - Jess Draskau-Petersson – Århus 1900 - Maraton |